# マッドシャーク
『マッドシャーク』（英: MAD SHARK）は、アルュメが開発し、エイブルコーポレーションが1993年11月に発売した業務用ビデオゲーム。近未来を題材とする、2人同時プレイが可能な縦スクロールシューティングゲームである。

## 概説
全7ステージが存在し、以降は無限ループ。2人同時プレイが可能。
ゲームシステムやゲームデザイン（グラフィック、ステージの展開など）がセイブ開発の縦スクロールシューティングゲーム『雷電』によく似ている。販売元のアルュメは他にも他社作品によく似たシューティングゲーム（『レゾン』、『ウォーオブエアロ』）を制作および販売しているが、本作では『雷電III』以降の雷電シリーズ開発元であるMOSSが開発に関わっている。

## ゲーム内容

### 自機
1Pは赤い機体、2Pは青い機体が自機で、それぞれ8方向レバーと2ボタン（ショット、ボム）で操作する。
自機の攻撃手段はメインウェポン（全3種）とサブウェポン（1種のみ）、及び弾数制限のあるボムの3つが存在する。メインウェポンとサブウェポンはショットボタンで同時に使用することができるが、サブウェポンはアイテムを取得しないと使用することができない。ボムボタンを押すとボムが発動するが、残弾数が無ければ使用することはできない。
自機のパワーアップが一定以上の段階になると自機のグラフィック（形状）が変化し一回り大型化する。
自機が敵の攻撃を受けたり敵の体当たりを受けると自機は破壊されミスとなるが、1人プレイ時は戻り復活、2人同時プレイ時はその場復活となる。残機を全て失うとゲームオーバー。

### 装備とアイテム
特定の敵機や地上物を破壊するとアイテムが出現する。自機がアイテムに重なると取得できる。

#### メインウェポン
メインウェポンをパワーアップしたり切り替えるアイテムは1種のみだが、出現後しばらく放置するとアイテムの色とアイコンが変化する。装備中のメインウェポンと同じ状態のアイテムを取得すると1段階パワーアップし、異なる状態のアイテムを取得すると装備が切り替わる。最強段階時に同じアイテムを取得するとボーナス得点を獲得できる。
メインウェポンはいずれも排他選択であり、最後に取得したアイテムに対応する装備のみを使用可能。
- マッド・ミサイル（黄）
初期装備。自機正面方向に直進するミサイルを発射する。パワーアップするたびに同時発射数が増えていき、攻撃範囲が広がっていく。後述のシャーク・バルカンとダーマ・レーザーの中間的な位置付けの装備。
- シャーク・バルカン（赤）
自機正面方向に弾丸を発射する。パワーアップするたびに同時発射数が増え扇状に多数の弾丸を発射できるようになる。3種のメインウェポンで最も攻撃範囲が広いが1発あたりの攻撃力は最も低い。
- ダーマ・レーザー（青）
自機正面方向にレーザービームを発射する。パワーアップするたびにレーザーの同時発射数が増えレーザーが太くなる。攻撃力は非常に高いがマッド・ミサイルほど攻撃範囲は広くならない（自機の幅と同程度までである）。

#### サブウェポン
本作のサブウェポンは1種のみ。初期状態では使用することはできず、アイテムを取得することで装備できる。最強段階時にアイテムを取得するとボーナス得点を獲得できる。
- バード・ミサイル（緑、Hマーク）
自機の前方左右斜め方向にミサイルを2発同時に発射する。このミサイルは敵機を自動追尾する。画面上に4発まで発射可能。アイテムを重ねて取得していくことで2段階までパワーアップする。

#### ボム
ボムボタンを押すことで使用できる。同時に持てる最大数は8発で、1回使用につき残弾数が1つ減少する。アイテムを取得すると残弾数が1つ追加され、最大数所持時にアイテムを取得するとボーナス得点を獲得できる。ゲームスタート時には3発所持している。
ステージクリア時に残弾数分だけボーナス得点が加算される。
- サイドバンズ・ボム（赤、Bマーク）
自機から投下され1秒弱で大爆発を起こす。爆風はしばらく画面上に残り、爆風に巻き込まれた敵機にダメージを与えると同時に敵弾を消滅させる。ある条件下で、投下した弾体が白く点滅し爆風の展開パターンが変化しより強力になる。

#### その他のアイテム
- サスピシャス・コイン
地上物から出現。取得するとボーナス得点を獲得できる。画面上に出現している間は表示されている数値（100 - 10,000）が目まぐるしく変化し続けており、取得した際に表示されている数値分の得点が加算される。ステージ内で取得した個数分だけステージクリア時にもボーナス得点が加算される。
- P（虹色）
取得すると装備中のメインウェポンとサブウェポンが最強段階になる。滅多に出現しない。
- 1UP（虹色）
取得すると自機の残機が1つ増える。ステージ5で出現。
- スター（星）
「★」型のアイテムで、取得すると50,000点のボーナス獲得と同時にミスした際のリスタート時に自機が破壊される直前のパワーアップ状態を維持して再開することができる効果がある。何もない空間にショットが当たる箇所があり、そこにショットを撃ち込み続けると出現する。

### ステージ
7つのステージが存在し、ステージ4までは地表上での戦闘で、ステージ5以降は宇宙空間（ステージ6から7は別の星表面）での戦闘になる（地表でも宇宙でも操作は変わらない）。ステージ4をクリアすると宇宙空間へと飛び立つデモが挿入される。ステージ7をクリアするとエンディングとなり、次の周回へと突入する。

## 移植版
| No. | タイトル       | 発売日        | 対応機種                      | 開発元        | 発売元     | メディア                              | 備考 | 出典                    |
| --- | -------------- | ------------- | ----------------------------- | ------------- | ---------- | ------------------------------------- | ---- | ----------------------- |
| 1   | マッドシャーク | 2023年8月10日 | PlayStation 4 Nintendo Switch | アルュメ MOSS | ハムスター | ダウンロード (アーケードアーカイブス) |      | [ 2 ] [ 4 ] [ 5 ] [ 6 ] |

アーケードアーカイブス版
「こだわり設定」で1P側コントローラーで2P側機体を使用する、タイトル名を切り替える（『最強鮫』というものに変更）といった事ができる。